# Tempo de Order Fulfillment
Este termo corresponde a uma fatia do lead time - lead time, podemos estar a referir-nos a semanas ou meses, quando se fala em Order Fulfillment, se não for instantâneo, estamos a falar de horas ou dias. Order Fulfillment tem dois pontos de vista, o do lado do fornecedor e o do lado do cliente. Do ponto de vista do fornecedor o conceito deste tempo corresponde à capacidade de satisfazer por completo as encomendas do cliente. Ao tempo que decorre entre o lançamento de uma ordem de pedido e a recepção do respectivo produto é a definição de Order Fulfillment do ponto de vista do cliente. Em Order Fulfillment se falamos aos clientes em semanas de entrega teremos então clientes insatisfeitos.
Se a compressão do tempo assentar no esforço da redução temporal da realização do produto, não é menos certo que a redução do tempo de Order Fulfillment promoverá uma reposição eficiente e uma maior satisfação do cliente pela rapidez com que é servido, pois também é importante para a economia a eficiência da Supply Chain.
Com o evoluir dos tempos e com a alteração do significado da palavra “tempo” em aspectos económicos, as empresas têm de dar soluções ao mercado mais rápidas e eficazes para alcançarem o sucesso e isto também faz com que os produtos sejam cada vez mais diferenciados e individualizados, feitos à medida de cada cliente e tratar cada um destes de uma maneira individual e única. Aqui o Order Fulfillment e muito importante pois é simples realizar encomendas mas é muito mais difícil realizar, entregar, satisfazer as respectivas encomendas de acordo com as expectativas do cliente, e pouco tempo de entrega é sinónimo de satisfação.
Da integração nos negócios dos sistemas de informação, da logística e agora internet ao serviço do e-business, o que está em causa é uma nova maneira de produzir e de vender tudo em nome do tempo e da satisfação, onde o tempo ganha agora uma nova e acrescida importância. A compressão do tempo e a gestão baseada na sua redução podem constituir um bom início de resposta as crescentes necessidades das empresas (Dias, 2005, p. 143-145).

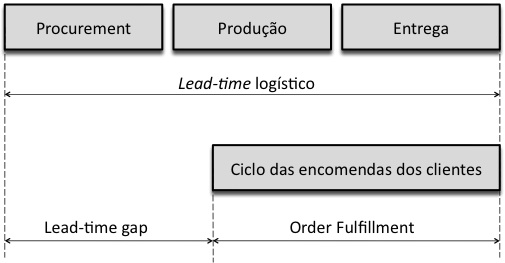
Os Tempos Logísticos (Dias, 2005, p. 142).

## Referência
- DIAS, João - Logística Glogal e Macrologística. Lisboa: Edições Sílabo, Lda, 2005. ISBN 972-618-369-3